# NGC 880
NGC 880 је спирална галаксија у сазвежђу Кит која се налази на NGC листи објеката дубоког неба.
Деклинација објекта је - 4° 12' 19" а ректасцензија 2h 18m 27,2s. Привидна величина (магнитуда) објекта NGC 880 износи 14,6 а фотографска магнитуда 15,5.